# José-Alain Sahel
 (septembre 2013).
José-Alain Sahel (né le 12 juillet 1955 à Tlemcen en Algérie française), est un médecin ophtalmologiste, universitaire et créateur d'entreprise français.
Il est membre de l'Académie des Sciences, lauréat de la médaille de l'innovation du CNRS 2012. Jusqu'en 2021, il est le directeur de l'Institut de la vision, un centre de recherche associé à l'hôpital des Quinze-Vingts, à l'INSERM et à l'Université Pierre-et-Marie-Curie. 
José-Alain Sahel est un pionnier dans le domaine de la rétine artificielle et des thérapies régénératrices de l'œil.
En 2024, il reçoit le prix Wolf de médecine.

## Biographie
José-Alain Sahel est né à Tlemcen en Algérie française le 12 juillet 1955.

### Études
José-Alain Sahel réalise des études de médecine aux Hôpitaux de Strasbourg - Université Louis Pasteur et de Paris - Lariboisière, Saint-Louis. Il obtient un doctorat de médecine en 1980 (Médaille de la faculté de Paris), spécialité d’Ophtalmologie en 1984.

### Carrière
José-Alain Sahel est un clinicien-chercheur français qui a focalisé ses activités de recherche sur des maladies de la rétine encore incurables. 
Après une vingtaine d’années aux Hôpitaux Universitaires de Strasbourg, il poursuit son activité de praticien hospitalier en ophtalmologie à Paris à l’Hôpital des Quinze-Vingts où il devient devenu chef de service en 2001 et à la Fondation Adolphe de Rothschild où il est également Chef du service d'Ophtalmologie et de Pathologie Vitréo-Rétinienne. Durant cette période, il effectue des séjours comme conférencier invité (Harvard Medical School, Boston, Massachusetts, États-Unis) et professeur invité (Département d'ophtalmologie et de sciences de la vision - Université du Wisconsin, Madison, États-Unis) où il a travaillé avec les grands spécialistes mondiaux de la discipline, les professeurs Daniel Albert et John Dowling. Actuellement José-Alain Sahel est professeur d'ophtalmologie à l’Université Pierre-et-Marie-Curie à Paris, Professeur en sciences biomédicales (Cumberlege Chair) à l’Institute of Ophthalmology-University College London, et Visiting Professor à l’Université Hébraique de Jérusalem, Israël.
José-Alain Sahel a contribué à des avancées de la recherche fondamentale et clinique dans le domaine de la vision. Il a fondé à Strasbourg, en 1992, le Laboratoire de Physiopathologie Cellulaire et Moléculaire de la Rétine, un site de recherche translationnelle sur les mécanismes de la dégénérescence des cellules de la rétine. Ce laboratoire est au cœur de l’Institut de la Vision, qu’il a créé en 2008 à Paris sur le site de l'Hôpital des Quinze-Vingts. Cet institut est un des plus importants centres de recherche intégrée sur les maladies de la vision en Europe et associe une quinzaine d’équipes académiques et de nombreux industriels rassemblant plus de 250 chercheurs. Dans les laboratoires de l’Institut de la Vision sont poursuivies des recherches sur la biologie du développement, la génomique fonctionnelle, la physiologie et la thérapeutique (par exemple les cellules souches, la thérapie génique, la pharmacologie, la rétine artificielle), la recherche de biomarqueurs pertinents et de modèles de pathologie. Le fil conducteur est la compréhension et la prévention de la perte de vision centrale lors de la dégénérescence des cellules photoréceptrices à cônes, dans les rétinopathies pigmentaires d’origine génétique et liées à l’âge (DMLA). Une des découvertes majeures réalisées par José-Alain Sahel et ses collaborateurs (Thierry Léveillard et Saddek Mohand-Said) est que les photorécepteurs à bâtonnets produisent un facteur trophique (appelé facteur de viabilité des cônes ou RdCVF pour Rod-derived Cone Viability Factor) qui aide les photorécepteurs cônes à survivre,. Cette découverte a fourni les bases biologiques pour des interactions paracrines entre cônes et bâtonnets montrant que ces interactions jouent un rôle clé dans le maintien de la viabilité des cellules photoréceptrices. Ce facteur RdCVF pourrait préserver la vision centrale dans certaines pathologies humaines cécitantes.
La recherche clinique dirigée par José-Alain Sahel est étroitement intriquée avec la recherche expérimentale : traitement de l’information, génétique, recherches thérapeutiques incluant la modélisation, preuves de concepts pré-cliniques, développements technologiques en imagerie et chirurgie, formant un site intégré de recherches sur les maladies de la vision. Dans cette recherche clinique est intégré le Centre National de Référence sur les Dystrophies Rétiniennes avec plus de 5 000 patients suivis. Parmi les recherches cliniques conduites, on peut citer les premiers essais cliniques de thérapie génique (Stargardt...) avec un centre nord-américain. José-Alain Sahel coordonne à grande échelle des programmes européens de recherche sur la rétine, la génomique fonctionnelle, la neuroprotection rétinienne, le vieillissement, et plus récemment la thérapie. José-Alain Sahel est aussi coordonnateur d'un réseau de plus de 80 centres d'excellence Européens d'essais cliniques sur les maladies de la rétine.
La recherche de José-Alain Sahel est tournée vers les stratégies thérapeutiques permettant aux personnes malvoyantes et aveugles de retrouver la vue. Il est un des pionniers (avec le Groupe d’Étude sur l’implant rétinien Argus II) de la recherche sur les prothèses visuelles qui peuvent faire gagner de la vision utile à des patients très handicapés, et leur permettre de recouvrer une certaine autonomie avec la reconnaissance d’objets ou de mots, l’orientation et la mobilité,, Les résultats obtenus et publiés dans le cadre d’un essai multicentrique international sur les prothèses rétiniennes ont abouti au label CE et à l’enregistrement par la Food and Drug Administration (États-Unis).
Avec l’équipe de chercheurs de Botond Roska au Friedrich Miescher Institute for Biomedical Research (en) (Bâle, Suisse), le groupe de recherche de José-Alain Sahel et Serge Picaud a été parmi les premiers à transformer par optogénétique des cellules de la rétine en photorécepteurs artificiels connectés au circuit rétinien et à utiliser la thérapie génique pour restaurer la vision,. Ils ont également réussi à démontrer que les patients auxquels cette thérapie est applicable peuvent être identifiés et sélectionnés par des méthodes non invasives d’imagerie rétinienne en haute résolution, permettant de faire bénéficier plus vite ces patients des découvertes du laboratoire. De nouveaux outils d’imagerie rétinienne à haute résolution sont également développés par José-Alain Sahel et ses collaborateurs (tomographie par cohérence optique, optique adaptative avec Michel Paques...), afin d’affiner la caractérisation des déficits fonctionnels et de disposer de marqueurs d’efficacité thérapeutique précis et reproductibles.
José-Alain Sahel est membre du Conseil Scientifique de plusieurs institutions publiques ou privées : Faculté de Médecine Pierre et Marie Curie, Foundation Fighting Blindness(en), Steering Committee de l’European Vision Institute (EVI EEIG), Chairman du Steering Committee d’European Vision Institute - Clinical Trials – Sites of excellence (EVI-CR), Ville de Paris… Il siège dans plusieurs comités éditoriaux de journaux prestigieux tels que : the Journal of Clinical Investigation, Science Translational Medicine, JAMA - Ophthalmology, Progress in Retinal and Eye Research...
José-Alain Sahel a donné plus de 250 conférences sur invitation, notamment : la Wilmer lecture (Johns Hopkins, 2003), la Leopold lecture (Irvine, Ca, 2007), la Euretina lecture (Vienna, 2008), au ARVO (et pre-ARVO) symposia, la Leopoldina Academy (2009), au Collège de France, à l’Institut Pasteur, à l’Université Hadassah, devant les Sociétés Allemande, Française, Israélienne de Neuroscience, à l’ISOPT, l’ISOCB, l’ISER, l’ESF, Lecture Jules Gonin of the Retina Research Foundation, Reykjavik (2012)... 
Les travaux de José-Alain Sahel et de ses collaborateurs ont donné lieu à la publication de près de 300 articles scientifiques de la spécialité et de revues généralistes et une cinquantaine de chapitres dans des ouvrages spécialisés (en majorité nord-américains). José-Alain Sahel est aussi co-inventeur de plus d'une vingtaine de brevets.